# National Register of Historic Places in Hawaii
Diese Tabelle enthält alle Listen, in denen die Einträge im National Register of Historic Places in den fünf Countys des US-amerikanischen Bundesstaates Hawaii aufgeführt sind:
|       | \| \| County \| Liste der Einträge in das NRHP im County \| Anzahl \| \| ----- \| -------- \| ----------------------------------------- \| ------ \| \| 1 \| Hawaii \| NRHP-Einträge im Hawaii County \| 74 \| \| 2 \| Honolulu \| NRHP-Einträge in Honolulu City and County \| 171 \| \| 3 \| Kalawao \| NRHP-Einträge im Kalawao County \| – \| \| 4 \| Kauai \| NRHP-Einträge im Kauai County \| 41 \| \| 5 \| Maui \| NRHP-Einträge im Maui County \| 81 \| \| Summe \| Summe \| Summe \| 367 1 \| 1 Ein oder mehrere Objekte könnten aufgrund ihrer Lage in mehreren Listen eingeordnet sein, weshalb die angegebene Summe ggf. nicht exakt ist. |                                           |        |
|       | County | Liste der Einträge in das NRHP im County  | Anzahl |
| 1     | Hawaii | NRHP-Einträge im Hawaii County            | 74     |
| 2     | Honolulu | NRHP-Einträge in Honolulu City and County | 171    |
| 3     | Kalawao | NRHP-Einträge im Kalawao County           | –      |
| 4     | Kauai | NRHP-Einträge im Kauai County             | 41     |
| 5     | Maui | NRHP-Einträge im Maui County              | 81     |
| Summe | Summe | Summe                                     | 367 1  |